# Juan Manuel Garino
Juan Manuel Garino Gruss (Montevideo, 15 de diciembre de 1981 - Ibidem, 29 de abril de 2020) fue un abogado, escribano y político uruguayo, perteneciente al sector de Vamos Uruguay, Partido Colorado.

## Biografía
Nació el 15 de diciembre de 1981, en Montevideo. En mayo de 2007 egresó como abogado de la Universidad de la República y en junio de 2015 como escribano público por la Universidad de la Empresa (UDE). 
Fue elegido Convencional Nacional del Partido Colorado en el período 2009-2014 en las elecciones internas de 2009. En dicha oportunidad, su agrupación apoyó la precandidatura de Pedro Bordaberry y obtuvo 1900 votos, la cuarta más votada de Vamos Uruguay.
Colaboró en la Comisión de Educación y de Telecomunicaciones, que redactó el programa de gobierno de Bordaberry presentado en 2009. Integró la Comisión “Vamos por un Uruguay Integrado al Mundo”, que redactó lo relativo a política exterior en el programa de gobierno del mismo sector de cara a las elecciones de 2014.
En las elecciones parlamentarias de octubre de 2009 resultó elegido diputado por el período 2010-2015.
En las elecciones municipales de mayo de 2010 la agrupación "Generación Propuestas", que lideró Garino, participó con la lista 1030, apoyando la candidatura de Ney Castillo como Intendente en el Departamento de Montevideo. En esta oportunidad, la lista 1030 sacó 9600 votos.
Desde 2010 a 2014 el diputado Garino dirigió la publicación del mensuario "A Donde Vamos", un medio plural de opinión sobre política que incluía entrevistas a varios actores políticos, gremiales, sindicales y del quehacer nacional.
En las elecciones parlamentarias de octubre de 2014 fue elegido senador suplente por el período 2015-2020, cargo que hubiera ocupado en caso de licencia del senador Pedro Bordaberry.
En julio de 2015, Garino sufrió un accidente cerebrovascular que lo dejó en estado delicado, hasta su muerte el 29 de abril de 2020. Era casado y tuvo un hijo.

## Labor legislativa
A poco de asumir como diputado en febrero de 2010, abordó el problema ocurrido con el Instituto Universitario de Punta del Este (IUPE), una universidad privada que el gobierno de Tabaré Vázquez cerró, dejando cientos de estudiantes con sus carreras inconclusas. En ese marco, redactó una carta de preocupación sobre el tema al entonces Presidente Vázquez, en donde opinaba que las infracciones incurridas por aquella universidad “ameritan una consecuencia menos lesiva” y que “no existen argumentos para aplicar la máxima sanción”, en relación con el cierre de la universidad. Sin embargo, el gobierno no revirtió la decisión de cerrar este centro educativo.
El tema que expuso la primera vez que se dirigió a la Cámara de Diputados el 9 de marzo de 2010 versó sobre las condiciones de los centros de reclusión de menores infractores. Después de una investigación, presentó un informe a la Cámara de Diputados con el objetivo de la creación de un marco legal que amparara a estos jóvenes en su rehabilitación para reingresar a la sociedad.
Tuvo tenido desempeñada tarea en reclamos frente a organismos del Estado en materia de capacidades diferentes. En particular, exigió al Gobierno la reglamentación de  la “Ley de Protección Integral de Personas con Discapacidad”, n° 18.651, que fue sancionada en febrero de 2010. También trabajó extensamente en la defensa de la atención y mejoría de servicios para personas no videntes y de baja visión.
En materia educativa, convocó a varias autoridades al Parlamento por irregularidades y bajos resultados académicos en diversas áreas. También promocionó la laicidad y la condena al proselitismo en centros educativos.
Presentó un proyecto de ley para corregir inconstitucionalidades en la materia laboral. La bancada del partido oficialista Frente Amplio se negó a tratarlo, lo que resultó que por 18 meses el proceso laboral en Uruguay -por el cual trabajadores buscan sus reclamos de haberes- fue inconstitucional. Este episodio arrojó gran incertidumbre a trabajadores y operadores del derecho.
El legislador también cuestionó al Gobierno a la hora de otorgar préstamos irregulares de diversa índole, como los US$ 5 millones otorgados a la empresa privada “Metzen y Sena” sin debidas garantías, estando los directores embargados y la empresa embargada y en proceso concursal por cesación de pagos. También ANCAP fue duramente cuestionada por Garino por dar en préstamo US$ 28 millones a la entonces aerolínea PLUNA sin debido control estatal.
La Intendencia de Montevideo fue también objeto de control y seguimiento del legislador, en cuestiones de diversa índole, desde contaminación ambiental en arroyos de la ciudad hasta la propia gestión administrativa llevada a cabo por este nivel de Gobierno.
Garino también abordó las irregularidades tributarias y edilicias en los complejos habitacionales de Euskal Erría, donde viven más de 6000 personas y desde hace un tiempo está en marcha un proceso de escrituración de viviendas, que preocupa a muchos vecinos.
El diputado Garino también accedió y dio a conocer en pos de la transparencia los contratos firmados entre el Gobierno y varias empresas privadas, entre ellas, los referentes al Puente de la Laguna Garzón, Montes del Plata y la minera Proyecto Aratirí.
En materia internacional, como integrante de la Comisión de Asuntos Internacionales de la Cámara de Diputados, realizó varias gestiones. Convocó al entonces ministro de Relaciones Exteriores, Luis Almagro, por irregularidades en la administración del canal Martín García y denunció intentos de coima por US$ 1 millón. Objetó duramente el proceso de suspensión de Paraguay en el Mercosur y la Unasur tras la destitución del congreso de este país del entonces Presidente Fernando Lugo. Seguido esto, también fue contrario al ingreso de Venezuela al bloque Mercosur mientras no existió la ratificación del senado paraguayo que avalara dicho proceso.
También fustigó los cambios realizados por el ministerio de Relaciones Exteriores de Uruguay en el concurso de ingreso al Servicio Exterior, en especial, lo relativo a la eliminación de la exigencia de un nivel mínimo de inglés para poder ingresar al cuerpo diplomático uruguayo. El legislador siguió de cerca las múltiples barreras no arancelarias y para-arancelarias que la República Argentina impone al Uruguay. Fue recibido por este tema por la Cámara de Diputados de la Nación Argentina.
En cuanto a la seguridad nacional, el legislador criticó la política del ministerio del Interior y denunció un deterioro en dicha materia. En agosto de 2012 se reunió con el ministro Eduardo Bonomi para plantearle sus preocupaciones en seguridad y le propuso crear una subcomisaría en el barrio Casavalle de Montevideo. El ministro Bonomi, en ese entonces, desestimó la propuesta. Sin embargo, en mayo de 2013 el mismo ministro anunció como de iniciativa propia la creación de una comisaría en dicho barrio. En otro orden, también cursó varios pedidos de informes legislativos a esta cartera del Estado sobre seguridad y reclamó incrementar la cantidad de móviles policiales en las distintas Seccionales de Policía de Montevideo. Apoyó, además, la iniciativa que partió de su sector “Vamos Uruguay” de juntar firmas para someter a votación la reforma constitucional que incluye la baja de la edad de imputabilidad penal. En este sentido, su agrupación juntó 13 101 rúbricas.
El legislador también le realizó seguimiento al asunto de la exaerolínea Pluna, constituyéndose así en un actor clave de la investigación. Denunció una maniobra privatizadora del Gobierno en este sentido y violaciones por parte del Banco de la República Oriental del Uruguay (BROU) a las normas del Banco Central del Uruguay (BCU).
Garino lideró la "Agrupación Acción y Propuestas - Lista 1030" que apoyó la precandidatura, en dos oportunidades, del senador Pedro Bordaberry en las elecciones internas de Uruguay de 2014.
En las elecciones parlamentarias de octubre de 2014 fue elegido senador suplente por el período 2015-2020, cargo que hubiera ocupado en caso de licencia del senador Pedro Bordaberry.